# Медлінг (річка)
Ме́длінг (нім. Mödlingbach, рідше Mödling; слово Bach означає «струмок») — річка в Нижній Австрії, ліва притока Швехата.
Стікає з висоти 505 м[джерело не вказане 1641 день] над рівнем моря з гори Вінкельберг (Winkelberg) у Віннервальді, неподалік села Воґлерін (Wöglerin). Тече на схід округом Медлінг протягом 26 км до Ахау, де впадає в Швехат. Площа басейну близько 165 км2, з них приблизно 73 км2 належать до Віденського лісу. Висота гирла — 172 м над рівнем моря.[джерело не вказане 1405 днів]
Найважливіші притоки:
- права — Марбах (Marbach), що впадає під Сіттендорфом;
- ліві: Шпарбах (Sparbach), Вайсенбах (Weissenbach), що впадають біля однойменних містечок.

У Бідерманнсдорфі в Медлінг праворуч впадає також штучна притока — канал Вінер-Нойштадт. Крім цього, в районі Гінтербрюля в Медлінг зливається вода, яка щодня відкачується зі штучного підземного озера Зеєгротте.
Річка з давніх-давен мала велике економічне значення для регіону, оскільки вздовж неї будувалися численні млини. Крім помелу борошна, їх використовували для розпилювання деревини, подрібнення гіпсу, ткацтва.
1904 року, після чергової руйнівної повені, річку в межах міста зарегульовано. Однак, відповідні споруди, починаючи від 2003 року, частково розібрано в рамках директиви Євросоюзу 2000/60/EG щодо облаштування водних ресурсів. Водночас, захист від повеней перебудовано та покращено з урахуванням прогресу за минуле століття.
Певні проблеми створюють реінтродуковані бобри. З одного боку, вони є ознакою гарного стану природних систем регіону, з іншого — їхні загати заважають упорядкованому природокористуванню.

## Галерея

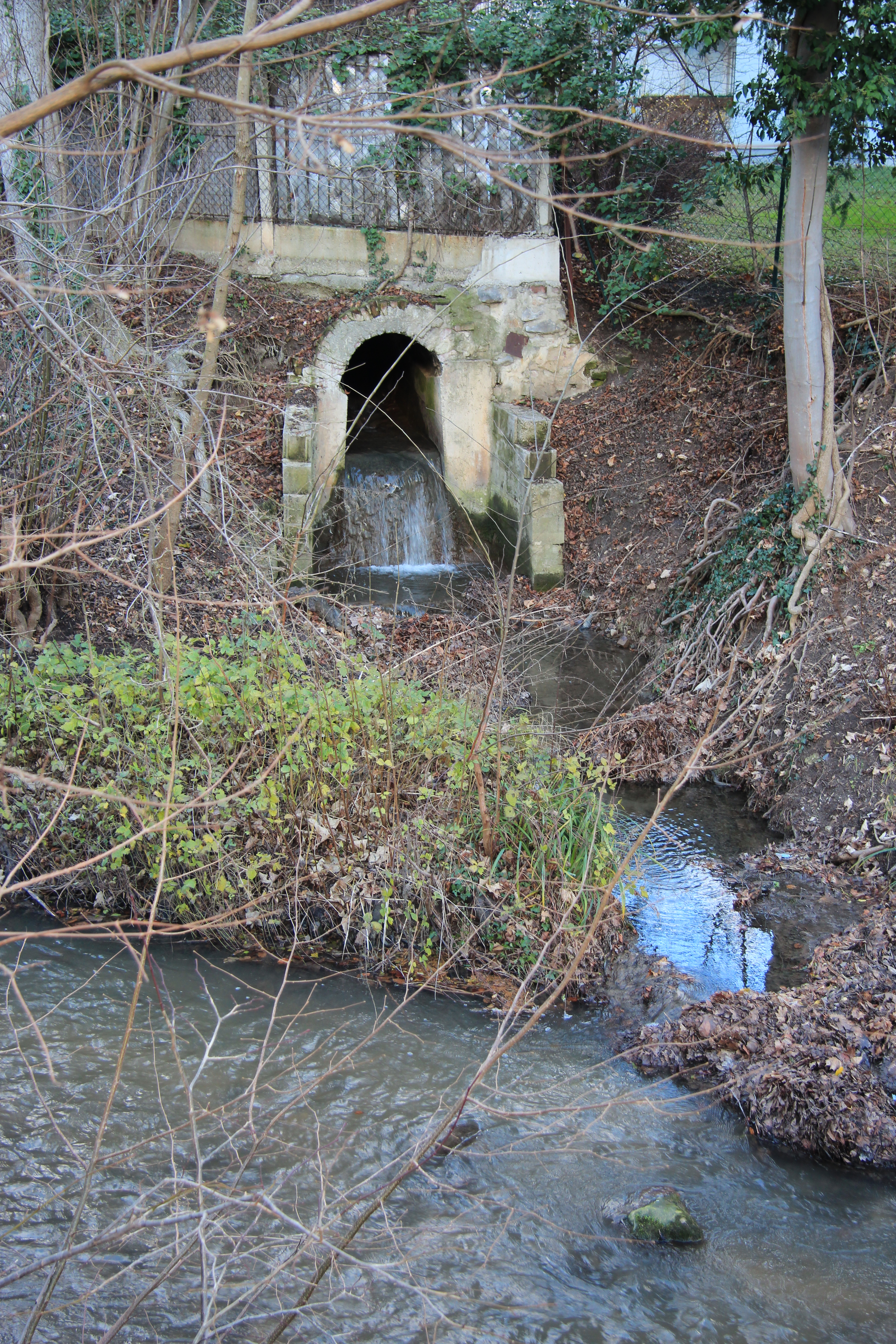
У Гінтербрюлі
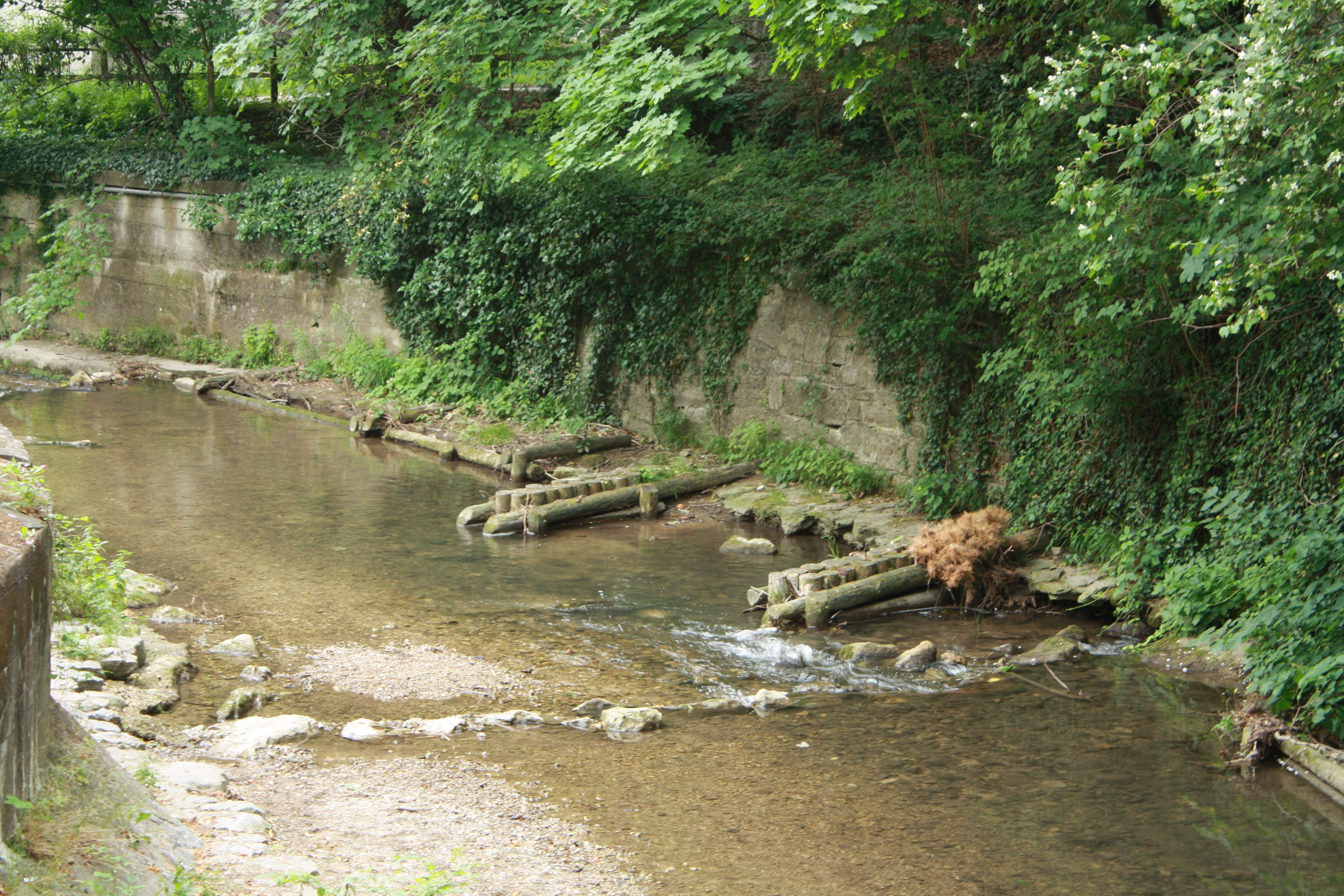
У Медлінгу, штучне русло частково розібрано
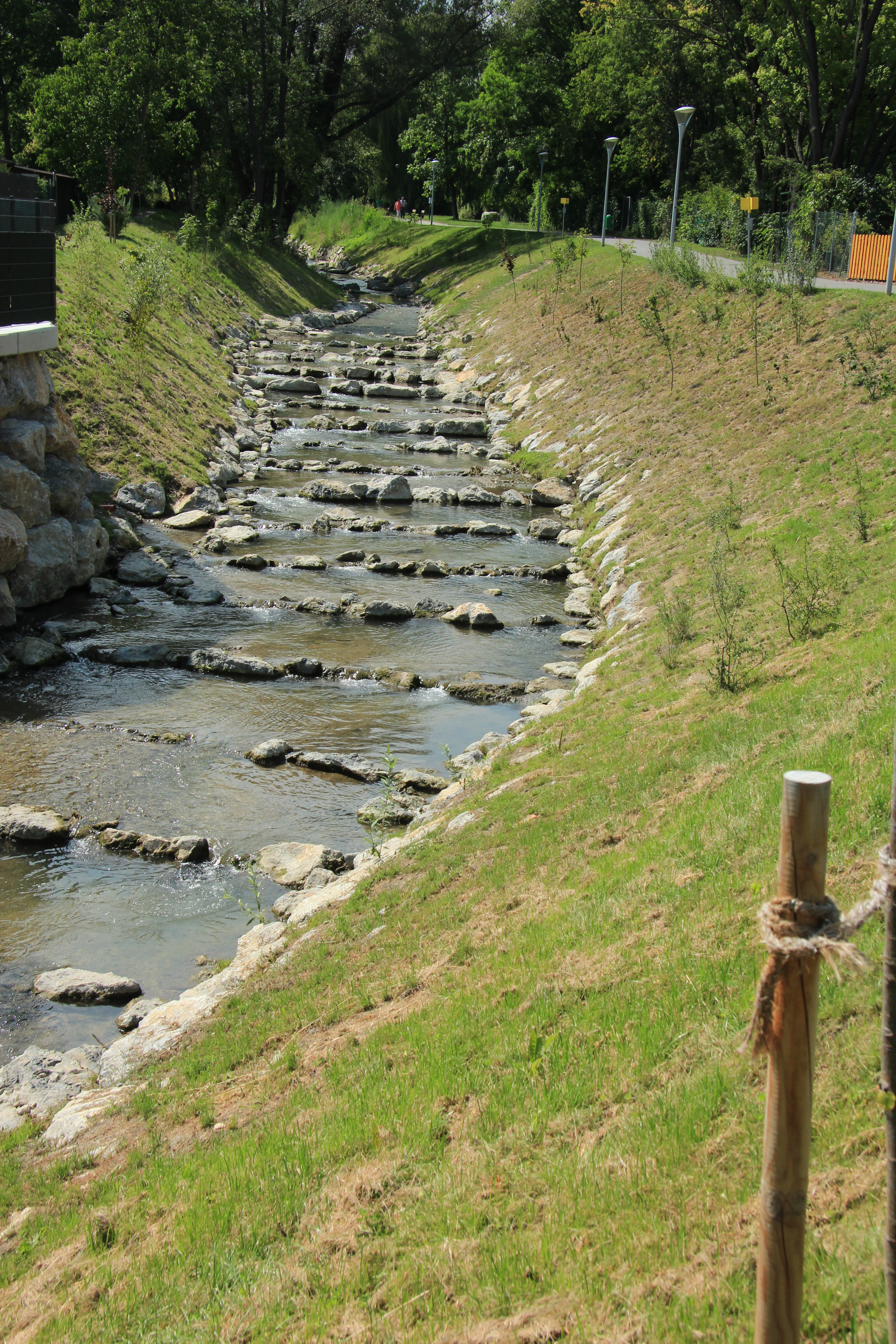
У Вінер-Нойдорфі
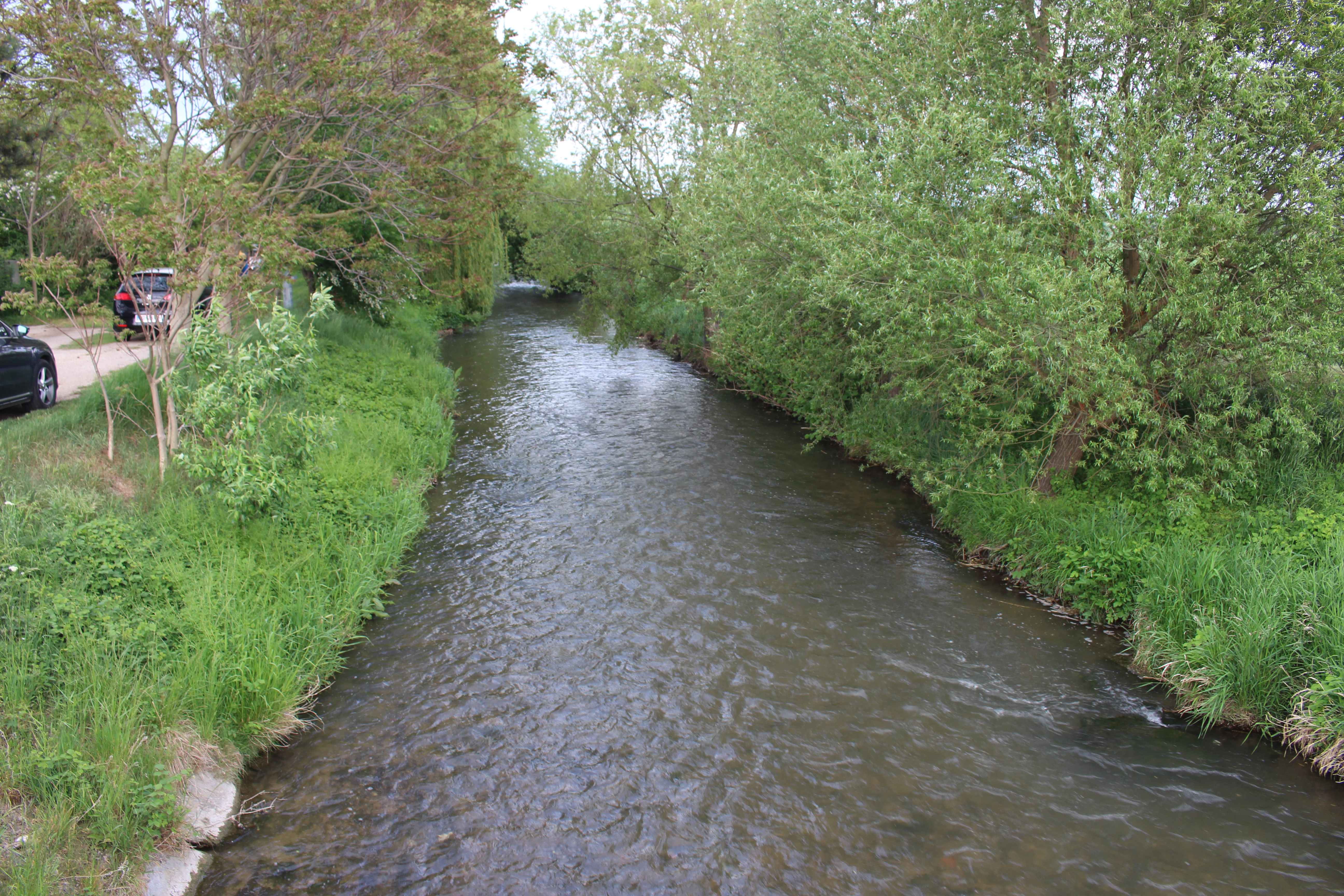
В Ахау, нижня течія
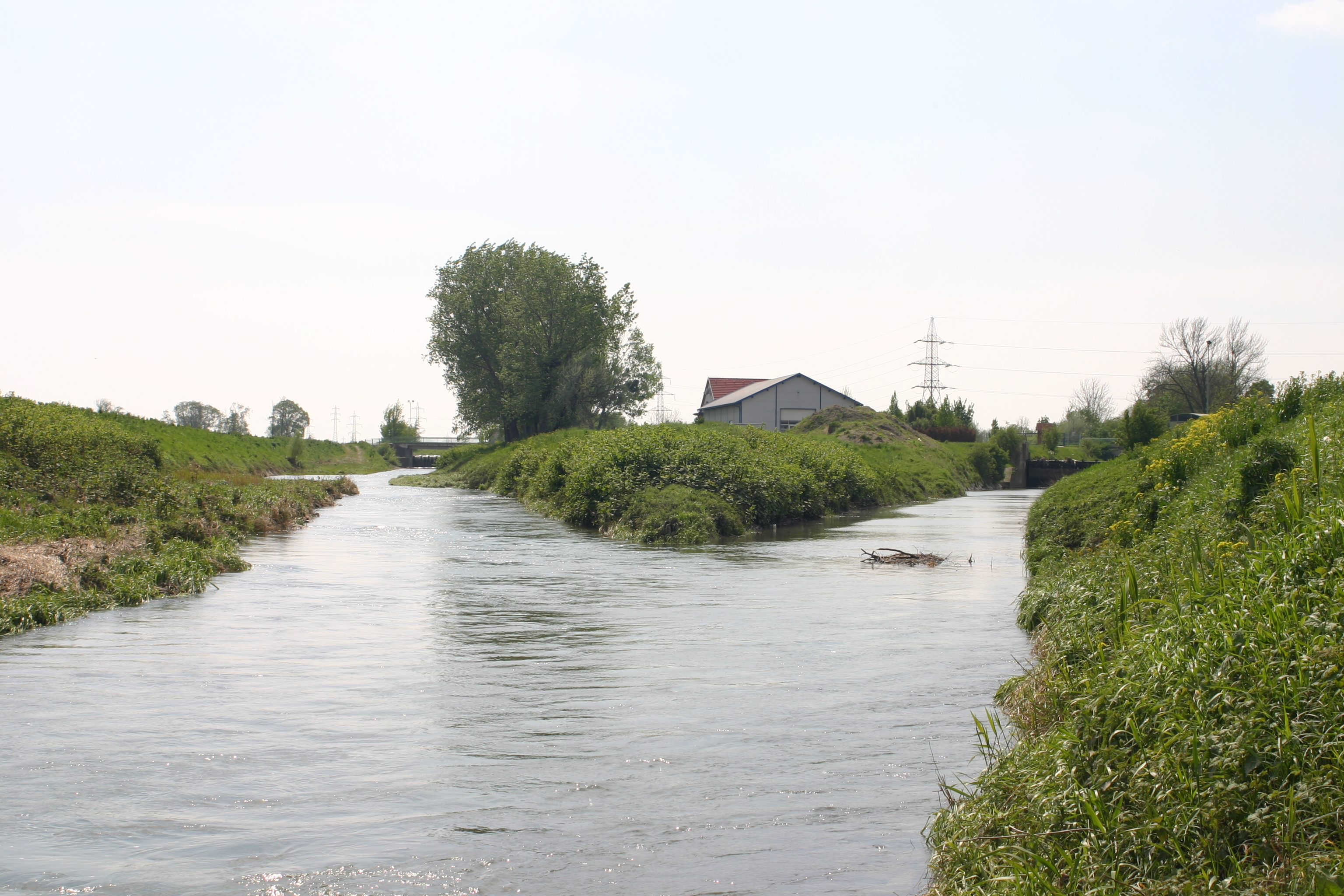
Впадіння в Швехат